# Museum für Wohnkultur des Historismus und des Jugendstils

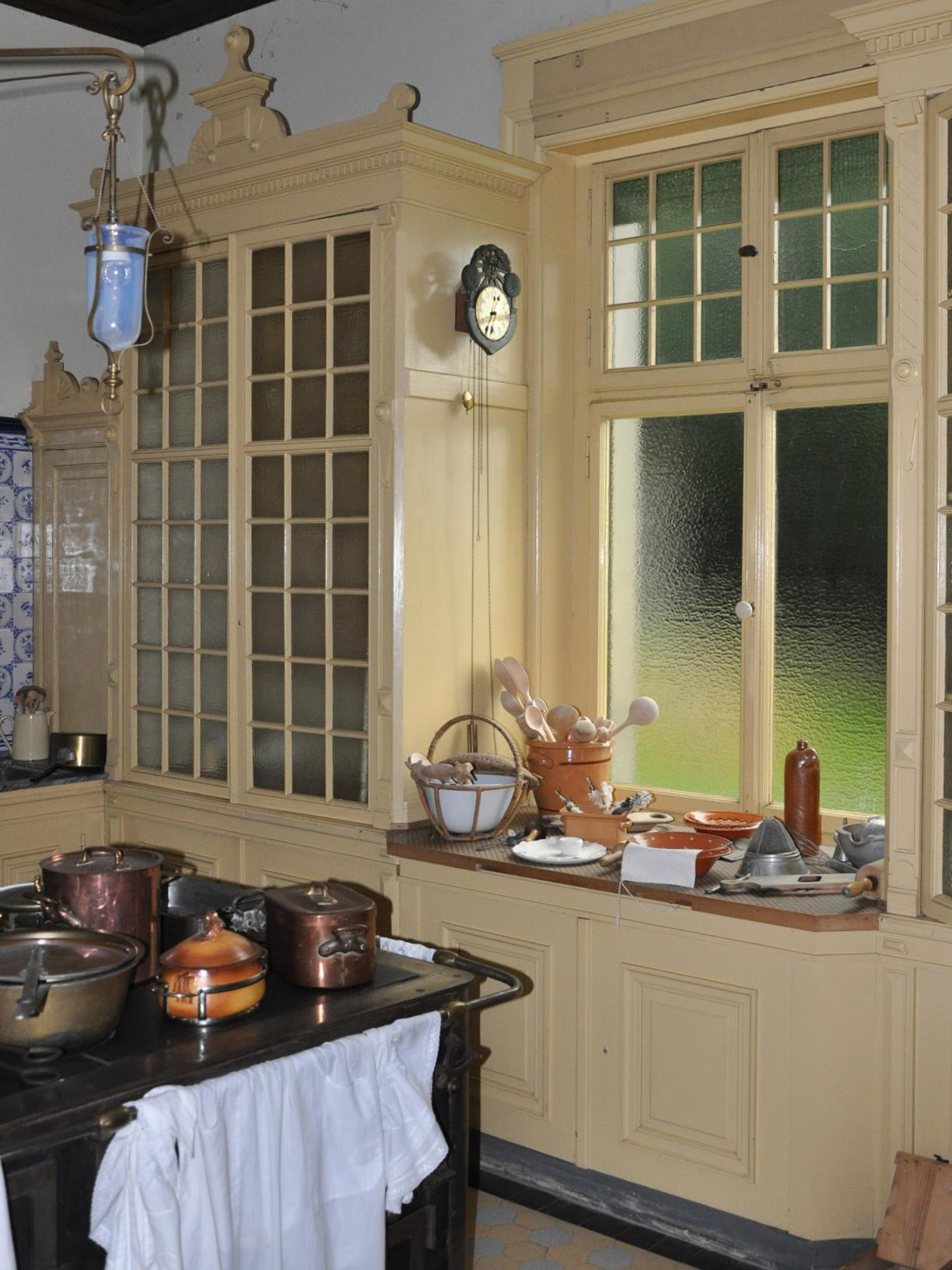
Originale Küche des Schlosses Hünegg am Thunersee

Das Museum für Wohnkultur des Historismus und des Jugendstils befindet sich im Schloss Hünegg in Hilterfingen am Thunersee im Schweizer Kanton Bern. Der Bestand setzt sich hauptsächlich zusammen aus Teilen der Inneneinrichtung (Stuck, Tapeten, Holzarbeiten, Lampen, bleiverglaste Fenster) und des Mobiliars im Stil der Neurenaissance und des Jugendstils.

## Bestand
Zum Bestand gehören eine original eingerichtete Küche aus dem Anfang des 20. Jahrhunderts, ein Speisezimmer mit einer Ausstattung aus dem Jahr 1900 der Firma Bembé in Mainz. Typisch ist das grosse Wandbuffet mit dem verglasten Oberteil unter einem von schlanken Holzsäulen getragenen Gesims. Die Ornamentik an den Möbeln, an der Kaminwand und am Kanapee-Aufsatzschränkchen mit Doppeltürchen zeigt im Sinne des Historismus neu interpretierte Renaissanceformen. Beim Paravent neben dem Kamin, bei den Tapeten mit den Käfermotiven und der imposanten Messinglampe über dem Esstisch herrschen pflanzliche Jugendstilmotive vor. Auch die Glasfüllungen der weissen Schiebewand sind mit Jugendstilornamenten verziert. Der Tisch ist gedeckt mit einem Porzellanservice der Manufaktur Fritz Bensinger, Mannheim, um 1900.
Im ehemaligen Anrichteraum lagern die Vorräte und das Kücheninventar in hohen, verglasten Küchenschränken. Die Küchengeräte stammen weitgehend aus dem Originalbestand des Schlosses. Blauweisse Delfter Kacheln schützen die Wände über den mit Marmor abgedeckten Blechabwaschbecken. Der grosse Kochherd war ursprünglich im Schloss Ralligen in Gebrauch. Er wurde von der Firma Krebs & Sohn, Kochherdfarbrik in Oberhofen, gefertigt.
Aus der Bauzeit im Jahr 1861 bis 1863 stammen im Herrenzimmer die grosse Korbbogennische und die geschnitzten Türen mit spätgotischen Faltwerkmotiven. Die Ausstattung wurde um 1900 ergänzt mit den Nischenschränken und dem Schreibtisch samt Drehstuhl, den Beleuchtungskörpern und den mit Jugendstilapplikationen versehenen Vorhangdraperien. Der grüne Turmofen mit Zinnenabschluss zeigt mehrfach die Wappen von Parpart und Bonstetten. Er stand ursprünglich in einem andern Raum des Schlosses und wurde 1999 im Herrenzimmer aufgebaut.
Die Portale und Täfer im grossen Salon wurden zur Bauzeit des Schlosses 1861 – 1863 von der Firma Wald in Thun hergestellt und mit Schnitzereien verziert. Aus der gleichen Zeit stammt die reiche Stuckkassettendecke. Drei zu einer Sitzgruppe kombinierte Kanapees sind in der Raummitte um einen Schreibtisch platziert. Auf dem Podest steht ein schwarzpolierter Flügel Marke Blüthner, 1892 geliefert vom königlich-bayerischen Hoflieferanten J. Reissmann, München/Nürnberg. Davor steht ein Paniola.
Im kleinen Salon, der um 1900 im Rokokostil eingerichtet worden ist, steht ein Fayencekachelofen aus der Manufaktur Frisching in Bern von 1764. Er heizte früher die Stube im Haus Kramgasse 27 in Bern. In einer Vitrine stehen Jugendstilvasen und Gläser aus der Zeit um 1900.
Im Blumenpavillon fliesst Wasser in einer mit Muscheln verkleideten Nische aus einer Mamormuschel über. Am Kuppelgewölbe erscheint eine typische Jugendstil-Stuckdekoration mit Pflanzenmotiven.
Die Fenster im Treppenhaus erhielten um 1900 eine Bleiverglasung im Jugendstil.
Die obere Halle ist gegen das Treppenhaus mit einer schmiedeeisernen Arkade in reichen Jugendstilformen abgesichert.
Das Gästezimmer namens Dorfblick ist ausgestattet mit Mobiliar im Stil der Nürnberger Renaissance. Die Wände sind bespannt mit einer Jugendstiltapete. Sie zeigt schwungvolle Schwertlilienmotive.
Über dem grünlich getönten Brusttäfer des Billardzimmers ist eine Stofftapete mit einem aufgedruckten Apfellaubfries und weissen Insekten in der Art des Jugendstils. Der Billardtisch ist ein Fabrikat aus Neuhusens Billardfabrik in Berlin. Der grüne Majolikaofen stammt aus der Bauzeit des Schlosses. Die übrige Ausstattung ist teils im Stil der Neorenaissance, teils im Jugendstil ausgeführt.
Das herrschaftliche Schlafzimmer stellt ein typisches Beispiel für die Mainzer Innendekorationsfirma A. Bembé. Er besitzt eine flache Stuckdecke mit Netzwerk und Hängezapfen, die an englische Formen der Spätrenaissance erinnern. Die Wandschränke  und der gebogene Bettbaldachin sind aus poliertem Mahagonihlolz gefertigt. Ein umlaufender Fries mit Jugendstil-Stoffdruck schliesst die Wände nach oben ab. Vor den Betten steht eine Sitzgruppe mit Stoffsofa und englischen Mahagonistühlen. Eine Lesenische mit Kamin und kupfergetriebenem Kaminschirm erweitert den Raum. Den Boden bedeckt ein heller Teppich, an dessen Rand ein Jugendstil-Ornament entlangläuft.
Die Gesamteinrichtung des Damenboudoirs ist in klassizistischem Stil in Birken- und Ahornholz gearbeitet. Der Wandfries unter der Decke weist zusammengefügte aufgedruckte Käfer-Elemente auf, die Stuckaturen vortäuschen. Der Raum ist ausgestattet mit zwei Spiegelschränken, zwei Toilettentischen, einer Chaiselongue mit Seidenbezug und einem Paravent mit Stickereien.
Das Herrenankleidezimmer ist ausgestattet mit teils verspiegelten Garderobeschränken und einem Toilettentisch in hellem Holz unter einer Jugendstil-Stuckdecke.

## Geschichte
Baron Albert Emil Otto von Parpart erwarb am rechten Ufer des Thunersees nordwestlich des Dorfes Hilterfingen ein grosses Stück Land. 1861–1863 liess er dort ein Schloss errichten, welches im Zusammenhang mit entdeckten Alemannen- und Hünengräbern den Namen Hünegg erhielt. Er beauftragte den erst 26-jährigen Berliner Architekten Heino Schmieden für den architektonischen Entwurf. Der Neubau entstand im Stile der Renaissanceschlösser an der Loire. Er zitiert Einzelelemente von Blois, Chenonceau und Azay-le Rideau.
Das Ehepaar Lemke-Schuckert richtete das Innere des Schlosses im Jahre 1900 im Jugendstil weitgehend neu ein.